# Antenor de Santa Cruz Abreu
Antenor de Santa Cruz Abreu ( Rio de Janeiro (DF), 1927 - 17 de dezembro de 2004) foi um general-de-exército do Exército Brasileiro.
Foi comandante da Brigada de Infantaria Paraquedista no Rio de Janeiro.
Foi também Comandante Militar da Amazônia, em Manaus, entre 18 de maio de 1989 e 13 de janeiro de 1992.
Foi presidente da Confederação Brasileira de Hipismo entre 1994 e 2000.
Também foi interino do ministro do exército Carlos Tinoco Ribeiro Gomes, que foi ministro durante o governo de Fernando Collor de Mello de 1990 até 1992..
Ficou celebre pela sua atuação durante a Operação Traíra, onde enfrentou um grupo de guerrilheiros que haviam invadido o território brasileiro.